# Grand Prix Formule 1 van Frankrijk 1959
De Grand Prix Formule 1 van Frankrijk 1959 werd gehouden op 5 juli op het circuit van Reims-Gueux in Reims. Het was de vierde race van het seizoen.

## Uitslag
| Pos. | Nr. | Coureur                 | Constructeur    | Rondes | Tijd / Oorzaak uitval | Grid  | Punten |
| ---- | --- | ----------------------- | --------------- | ------ | --------------------- | ----- | ------ |
| 1    | 24  | Tony Brooks             | Ferrari         | 50     | 2:01:26.5             | 1     | 8      |
| 2    | 26  | Phil Hill               | Ferrari         | 50     | + 27.5                | 3     | 6      |
| 3    | 8   | Jack Brabham            | Cooper-Climax   | 50     | + 1:37.7              | 2     | 4      |
| 4    | 22  | Olivier Gendebien       | Ferrari         | 50     | + 1:47.5              | 11    | 3      |
| 5    | 12  | Bruce McLaren           | Cooper-Climax   | 50     | + 1:47.7              | 10    | 2      |
| 6    | 44  | Ron Flockhart           | BRM             | 50     | + 2:05.7              | 13    |        |
| 7    | 6   | Harry Schell            | BRM             | 47     | + 3 Rondes            | 9     |        |
| 8    | 40  | Giorgio Scarlatti       | Maserati        | 41     | + 9 Rondes            | 21    |        |
| 9    | 42  | Carel Godin de Beaufort | Maserati        | 40     | + 10 Rondes           | 20    |        |
| 10   | 38  | Fritz d'Orey            | Maserati        | 40     | + 10 Rondes           | 18    |        |
| 11   | 14  | Maurice Trintignant     | Cooper-Climax   | 36     | + 14 Rondes           | 8     |        |
| DQ   | 2   | Stirling Moss           | BRM             | 42     | Gediskwalificeerd     | 4     | 1S     |
| NF   | 30  | Jean Behra              | Ferrari         | 31     | Motor                 | 5     |        |
| NF   | 16  | Roy Salvadori           | Cooper-Maserati | 20     | Motor                 | 16    |        |
| NF   | 28  | Dan Gurney              | Ferrari         | 19     | Radiator              | 12    |        |
| NF   | 34  | Innes Ireland           | Lotus-Climax    | 14     | Wiel                  | 15    |        |
| NF   | 18  | Ian Burgess             | Cooper-Maserati | 13     | Motor                 | 19    |        |
| NF   | 10  | Masten Gregory          | Cooper-Climax   | 8      | Fysiek                | 7     |        |
| NF   | 32  | Graham Hill             | Lotus-Climax    | 7      | Radiator              | 14    |        |
| NF   | 20  | Colin Davis             | Cooper-Maserati | 7      | Olielek               | 17    |        |
| NF   | 4   | Jo Bonnier              | BRM             | 6      | Motor                 | 6     |        |
| NS   | 36  | Azdrubal Fontes         | Maserati        |        |                       | 22 NS |        |

## Statistieken
| Pole-position | Tony Brooks   | Ferrari       | 2:19.4 |
| Snelste ronde | Stirling Moss | Cooper-Climax | 2:22.8 |

## Noot
- Dit was het debuut voor de Britse coureur Colin Davis, de Uruguayaanse coureur Asdrúbal Fontes Bayardo, de Amerikaanse coureur (en toekomstig Grand Prix-winnaar) Dan Gurney en de Braziliaanse coureur Fritz d'Orey.
- Vijfde Grand Prix-winst voor Tony Brooks.

1906 · 1907 · 1908 · 1912 · 1913 · 1914 · 1921 · 1922 · 1923 · 1924 · 1925 · 1926 · 1927 · 1928 · 1929 · 1930 · 1931 · 1932 · 1933 · 1934 · 1935 · 1936 · 1937 · 1938 · 1939 · 1947 · 1948 · 1949 · 1950 · 1951 · 1952 · 1953 · 1954 · 1956 · 1957 · 1958 · 1959 · 1960 · 1961 · 1962 · 1963 · 1964 · 1965 · 1966 · 1967 · 1968 · 1969 · 1970 · 1971 · 1972 · 1973 · 1974 · 1975 · 1976 · 1977 · 1978 · 1979 · 1980 · 1981 · 1982 · 1983 · 1984 · 1985 · 1986 · 1987 · 1988 · 1989 · 1990 · 1991 · 1992 · 1993 · 1994 · 1995 · 1996 · 1997 · 1998 · 1999 · 2000 · 2001 · 2002 · 2003 · 2004 · 2005 · 2006 · 2007 · 2008 · 2018 · 2019 · 2021 · 2022
Als eretitel: 1923 (Italië) · 1924 (Frankrijk) · 1925 (België) · 1926 (San Sebastián) · 1927 (Italië) · 1928 (Italië) · 1930 (België) · 1947 (België) · 1948 (Zwitserland) · 1949 (Italië) · 1950 (Groot-Brittannië) · 1951 (Frankrijk) · 1952 (België) · 1954 (Duitsland) · 1955 (Monaco) · 1956 (Italië) · 1957 (Groot-Brittannië) · 1958 (België) · 1959 (Frankrijk) · 1960 (Italië) · 1961 (Duitsland) · 1962 (Nederland) · 1963 (Monaco) · 1964 (Groot-Brittannië) · 1965 (België) · 1966 (Frankrijk) · 1967 (Italië) · 1968 (Duitsland) · 1972 (Groot-Brittannië) · 1973 (België) · 1974 (Duitsland) · 1975 (Oostenrijk) · 1976 (Nederland) · 1977 (Groot-Brittannië)
Als alleenstaande race: 1983 · 1984 · 1985 · 1993 · 1994 · 1995 · 1996 · 1997 · 1999 · 2000 · 2001 · 2002 · 2003 · 2004 · 2005 · 2006 · 2007 · 2008 · 2009 · 2010 · 2011 · 2012 · 2016